# 川原盧谷
川原 盧谷（かわはら ろこく、生年不明 - 明治3年（1870年））は、江戸時代末期の浮世絵師、版元。

## 来歴
川原慶賀及び江元燨の門人。姓は川原、後に田口氏を称す。盧谷と号す。長崎の人。慶賀の子。俗称は登七郎、また富作とも名乗った。字は張六。弘化の頃、肉筆の美人画を作画した他、南画風の山水画及び銅版画なども制作、今下町で仙寿軒と称して自らの錦絵などを出版している。

## 作品
- 「新板画阿蘭陀人舩中之図三枚続」 大判3枚続 錦絵 仙寿軒版
- 「唐人指環投之図」 竪判色摺 仙寿軒版
- 「遊女進館図」　絹本着色 双幅 『古画備考』 所載
- 「碕港紅毛船碇泊図」 洋風画 個人所蔵
- 『草木花実写真図譜』上下巻 慶賀画 盧谷校

## 参考図書
- 日本浮世絵協会編  『原色浮世絵大百科事典』第2巻 大修館書店、1982年
- 日本浮世絵協会編  『原色浮世絵大百科事典』第3巻 大修館書店、1982年 ※139頁